# مک‌کلانویل (کارولینای جنوبی)
مک‌کلانویل(به انگلیسی: McClellanville) شهری در ایالت کارولینای جنوبی کشور ایالات متحده آمریکا است که جمعیت آن در سرشماری سال ۲۰۱۰ میلادی، ۴۹۹ نفر بوده‌است.